# Zaton Obrovački
Zaton Obrovački falu Horvátországban Zára megyében. Közigazgatásilag Jasenicéhez tartozik.

## Fekvése
Zárától légvonalban 38, közúton 44 km-re, községközpontjától 10 km-re keletre, Dalmácia északi részén, a Velebit-hegység déli része alatt, a Zrmanja jobb partja felett fekszik.

## Története
A terület 1797-ig volt a Velencei Köztársaság része. Miután a francia seregek felszámolták a Velencei Köztársaságot és a campo formiói béke értelmében osztrák csapatok szállták meg. 1806-ban a pozsonyi béke alapján az Első Francia Császárság Illír Tartományának része lett. 1815-ben a bécsi kongresszus újra Ausztriának adta, amely a Dalmát Királyság részeként Zárából igazgatta 1918-ig. A településnek 1857-ben 256, 1910-ben 479 lakosa volt. Az első világháború után előbb a Szerb-Horvát-Szlovén Királyság, majd Jugoszlávia része lett. A II. világháború idején 1941-ben a szomszédos településekkel együtt Olaszország fennhatósága alá került. Az 1943. szeptemberi olasz kapituláció, majd német megszállás után visszatért Horvátországhoz, majd újra Jugoszlávia része lett. 1991-ben lakosságának 62 százaléka szerb, 35 százaléka horvát nemzetiségű volt. Szerb lakói csatlakoztak a Krajinai Szerb Köztársasághoz. Horvát lakossága elmenekült. 1995 augusztusában a Vihar hadművelet során szabadította fel a horvát hadsereg. Szerb lakói elmenekültek. A településnek 2011-ben 126 lakosa volt.

## Lakosság
| Lakosság változása | Lakosság változása | Lakosság változása | Lakosság változása | Lakosság változása | Lakosság változása | Lakosság változása | Lakosság változása | Lakosság változása | Lakosság változása | Lakosság változása | Lakosság változása | Lakosság változása | Lakosság változása | Lakosság változása | Lakosság változása |
| ------------------ | ------------------ | ------------------ | ------------------ | ------------------ | ------------------ | ------------------ | ------------------ | ------------------ | ------------------ | ------------------ | ------------------ | ------------------ | ------------------ | ------------------ | ------------------ |
| 1857               | 1869               | 1880               | 1890               | 1900               | 1910               | 1921               | 1931               | 1948               | 1953               | 1961               | 1971               | 1981               | 1991               | 2001               | 2011               |
| 256                | 300                | 325                | 338                | 374                | 479                | 407                | 476                | 375                | 397                | 427                | 395                | 525                | 492                | 105                | 126                |